# Ignacy Mościcki
Ignacy Mościcki, född 1 december 1867 i Mierzanowo, en by i Mazovien, död 2 oktober 1946 i Versoix utanför Genève, var en polsk politiker och kemist. Han var Polens president 1926-1939.

## Biografi
Mościcki studerade kemi vid Polyteknikum i Riga och efter att ha deltagit i en socialistiskt revolutionär rörelse tillsammans med Józef Piłsudski och riskerade att fängslas flydde han 1892 till London, där han studerade vidare. 1897 blev han assistent vid och från 1911 ledare för den fysikaliska institutets laboratoriet i Fribourg i Schweiz. Han grundade även en kvävefabrik där, som arbetade efter en av Mościcki uppfunnen metod. 1913 blev han professor i elektrokemi vid tekniska högskolan i Lwów. 1921 övertog Mościcki ledningen för de tidigare tyska kvävefabrikerna i Chorzów. Efter statskuppen 12 maj 1926 lät Piłsudski kora Mościcki till polska republikens president; han omvaldes 1933 för en ny 7-årsperiod.
Efter det polska nederlaget mot Tyskland i väst och efter den sovjetiska inmarschen i östra Polen flydde han natten till den 18 september 1939 tillsammans med den polska regeringen till Rumänien där han internerades. I december 1939 flyttade han med familjen till Schweiz.

## Utmärkelser
- Kommendör med stjärna av Polonia Restituta,  2 maj 1924
- Vita örnens orden,  4 juni 1926
- Storkors av Hederslegionen,  1928
- Civilförtjänstorden (Bulgarien),  10 mars 1928
- Sankt Kyrillos och Sankt Methodios orden,  10 mars 1928
- Hedersdoktor vid Sorbonne,  1929[4]
- Storkors av Carol I-orden,  1929
- Storkors av Kungariket Ungerns förtjänstorden,  januari 1929
- Storkorset med kedja av Tre Stjärnors orden,  2 maj 1929
- 1:a graden av Örnkorsets orden,  1930
- Storkorset med kedja av Finlands Vita Ros orden,  1 mars 1930[5]
- Polens självständighetskors med svärd,  6 december 1930
- Kedja av Chilenska förtjänstorden,  4 april 1931
- Storkors av Frälsarens orden,  17 april 1931
- Storofficer av Kristi militärorden,  21 oktober 1931
- Odznaka Honorowa Ligi Obrony Powietrznej i Przeciwgazowej,  30 november 1933
- Polska Röda Korsets hedersmedalj,  1935
- Storkors av Södra korsets orden,  13 juni 1935
- Första klass av Estniska Röda korsets orden,  25 juni 1935
- Kungliga Serafimerorden,  juni 1936
- Stora ordensbandet av Krysantemumorden,  augusti 1936
- Pahlaviorden,  23 september 1936
- Storkors av Sankt Olavs orden,  november 1936
- Hedersdoktor vid Strasbourgs universitet,  1937[6]
- Bronsmedalj för långvarig tjänst,  11 mars 1938
- Vita stjärnans orden, kedjegrad,  9 november 1938
- Salomos orden
- Nassauska Gyllene lejonets orden
- Storkors av Karl den heliges orden
- Annunziataorden
- Storkors av Avizorden
- Malteserorden
- Storkors av Leopoldorden
- Karageorgevitjs stjärnas orden
- Storkors av Polonia Restituta
- Storkorsriddare av Sankt Mauritius och Sankt Lazarusorden
- Krysantemumorden

[Redigera Wikidata]